# Publius Decius Mus (consul en -312)
Pour les articles homonymes, voir Publius Decius Mus.
Publius Decius Mus était un homme politique romain. C'est le fils de Publius Decius Mus l'ancien (consul en 340 av. J.-C.) et le père de Publius Decius Mus (consul en 279 av. J.-C.).

## Biographie
En 312 av. J.-C., lors de son premier consulat, Publius Decius Mus célèbre un triomphe sur les Samnites et consacre leurs dépouilles à Cérès.
En 309 av. J.-C., il est préfet, sous le dictateur Lucius Papirius Cursor.
En 308 av. J.-C., il est consul pour la seconde fois. Il combat les Étrusques, les obligeant à faire une trêve, tandis que son collègue au consulat Quintus Fabius Maximus Rullianus s'occupe des Samnites.
En 306 av. J.-C., il est maître de cavalerie, sous le dictateur Publius Cornelius Scipio Barbatus.
En 304 av. J.-C., il est censeur avec Quintus Fabius Maximus Rullianus.
En 297 av. J.-C., il est consul pour la troisième fois, combattant les Samnites.
En 296 av. J.-C., il est préfet, ce qui lui permet de poursuivre la guerre contre les Samnites.
Durant la troisième guerre samnite surgit une formidable coalition comprenant les Gaulois, les Samnites, les Ombriens et les Étrusques contre les Romains, Quintus Fabius Maximus Rullianus est alors appelé au consulat. Il n'accepte qu'à la condition que Publius Decius Mus soit son collègue. Ainsi en 295 av. J.-C. il entame son quatrième consulat. Lors de la bataille de Sentinum, l'armée romaine se trouve dans une situation critique. Fabius lance alors sur l'Étrurie deux corps de réserve laissés à la protection de Rome, qui ravagent le territoire de Clusium. Étrusques et Ombriens se hâtent de défendre leurs foyers. Samnites et Gaulois restent seuls face aux Romains qui engagent la bataille. Le choc est rude. Decius Mus se voue alors aux dieux infernaux (devotio,) pour assurer la victoire, comme son père l'avait fait en 340 av. J.-C. Son collègue lui rendit hommage.